# Ecpyrrhorrhoe dissimilis
Ecpyrrhorrhoe dissimilis là một loài bướm đêm trong họ Crambidae.